# Pekka Pitkänen

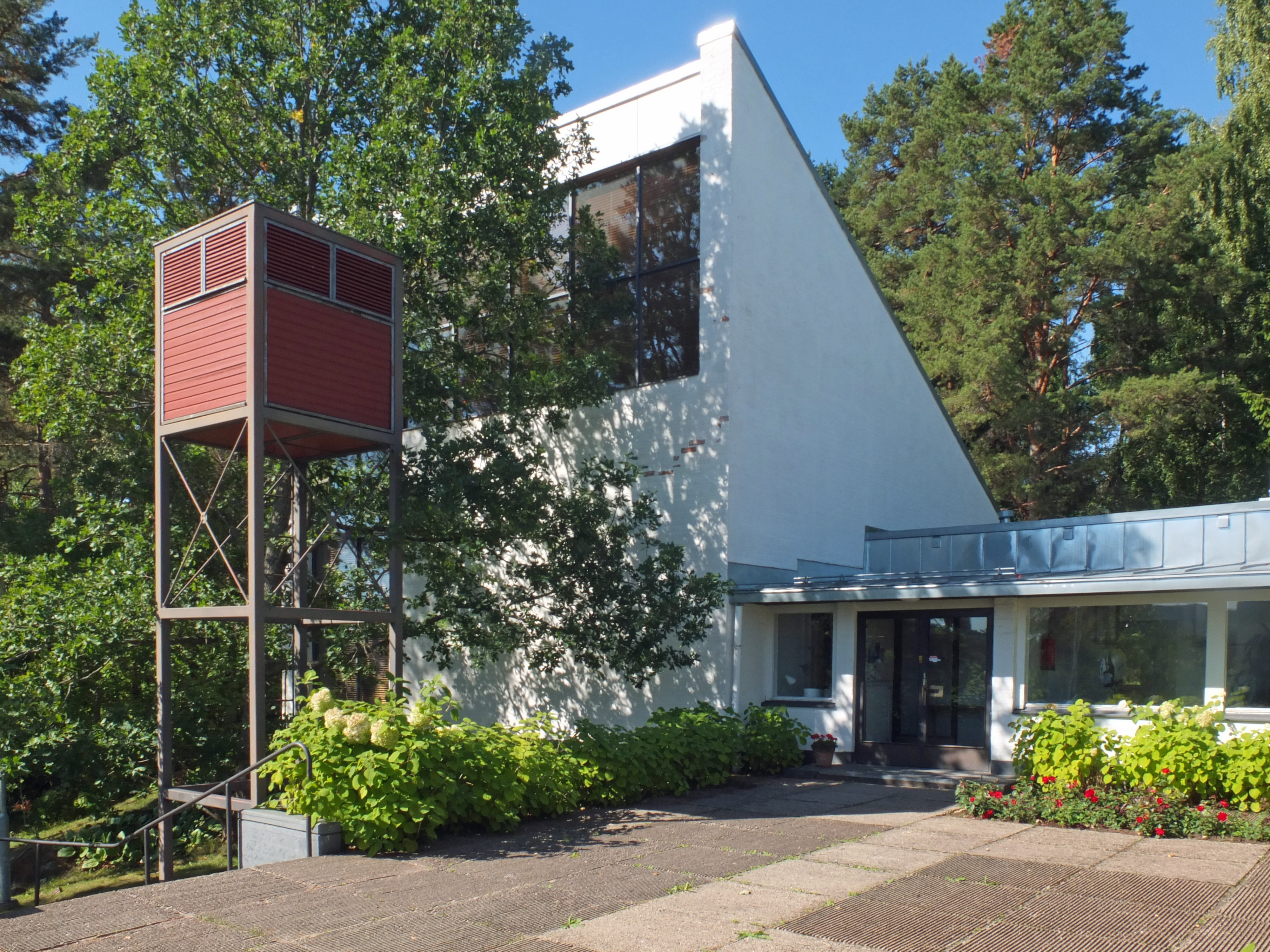
Hirvensalo kyrka (1962).

Pekka Olavi Pitkänen, född 9 oktober 1927 i Åbo, död 5 april 2018 i samma stad, var en finländsk arkitekt. 
Efter arkitektpraktik hos Erik Bryggman bedrev Pitkänen egen arkitektverksamhet i Åbo från 1954 och samarbetade i vissa projekt med bland andra Ola Laiho, Mikko Pulkkinen och Ilpo Raunio. Hans verk kännetecknas av utpräglad modernism; hans främsta verk anses vara Heliga korsets kapell i Åbo (1967, efter seger i arkitekttävling 1963) och den därtill hörande begravningsplatsen. Utöver nedanstående verk utförde han även stort antal bostadsprojekt, bland annat talrika flervåningshus i Suikkila, Runosmäki samt Kurala och Ilpois. Han tilldelades professors titel 1988.

## Verk i urval
- Hirvensalo kyrka (1962)
- Säkylä församlingscentrum (1964)
- Domus Aboensis (1964–1965)
- Kimito sparbanks nybyggnad (1966)
- Pallivaha kyrka (1968)
- Kurikka församlingshus (1969)
- Riksdagshuset i Helsingfors (tillbyggnad, 1974–1978, tillsammans med Laiho och Raunio)
- Åbo domkyrka (restaurering, 1976–1979, tillsammans med Laiho och Raunio)
- Idensalmi kulturcentrum (1989)
- Åbo tingshus (1989–1997)

## Utmärkelser
- Riddartecknet av I klass av Finlands Lejons orden,  1971[2]

[Redigera Wikidata]

### Uppslagsverk
- Pitkänen, Pekka i Uppslagsverket Finland (webbupplaga, 2012). CC-BY-SA 4.0